# Dear Heather
Dear Heather je studijski album kanadskog pjevača Leonarda Cohena koji je 2004. objavila diskografska kuća Columbia Records.

## Popis pjesama
Sve pjesme je napisao Leonard Cohen, ako nije drugačije naznačeno.
| Br. | Skladba                                                      | Trajanje |
| --- | ------------------------------------------------------------ | -------- |
| 1.  | »Go No More A-Roving« (tekst George Gordon Byron)            | 3:40     |
| 2.  | »Because Of«                                                 | 3:00     |
| 3.  | »The Letters«                                                | 4:44     |
| 4.  | »Undertow«                                                   | 4:20     |
| 5.  | »Morning Glory«                                              | 3:28     |
| 6.  | »On That Day« (tekst u suradnji s Anjani Thomas)             | 2:04     |
| 7.  | »Villanelle for Our Time« (tekst Frank Scott)                | 5:55     |
| 8.  | »There for You« (tekst u suradnji sa Sharon Robinson)        | 4:36     |
| 9.  | »Dear Heather«                                               | 3:41     |
| 10. | »Nightingale« (tekst i glazba u suradni s Anjani Thomas)     | 2:27     |
| 11. | »To a Teacher«                                               | 2:32     |
| 12. | »The Faith«                                                  | 4:17     |
| 13. | »Tennessee Waltz« (prvi stihovi Redd Steward i Pee Wee King) | 4:05     |

## Vanjske poveznice
- AllMusic.com – Leonard Cohen: Dear Heather (engl.)